# Домовая церковь

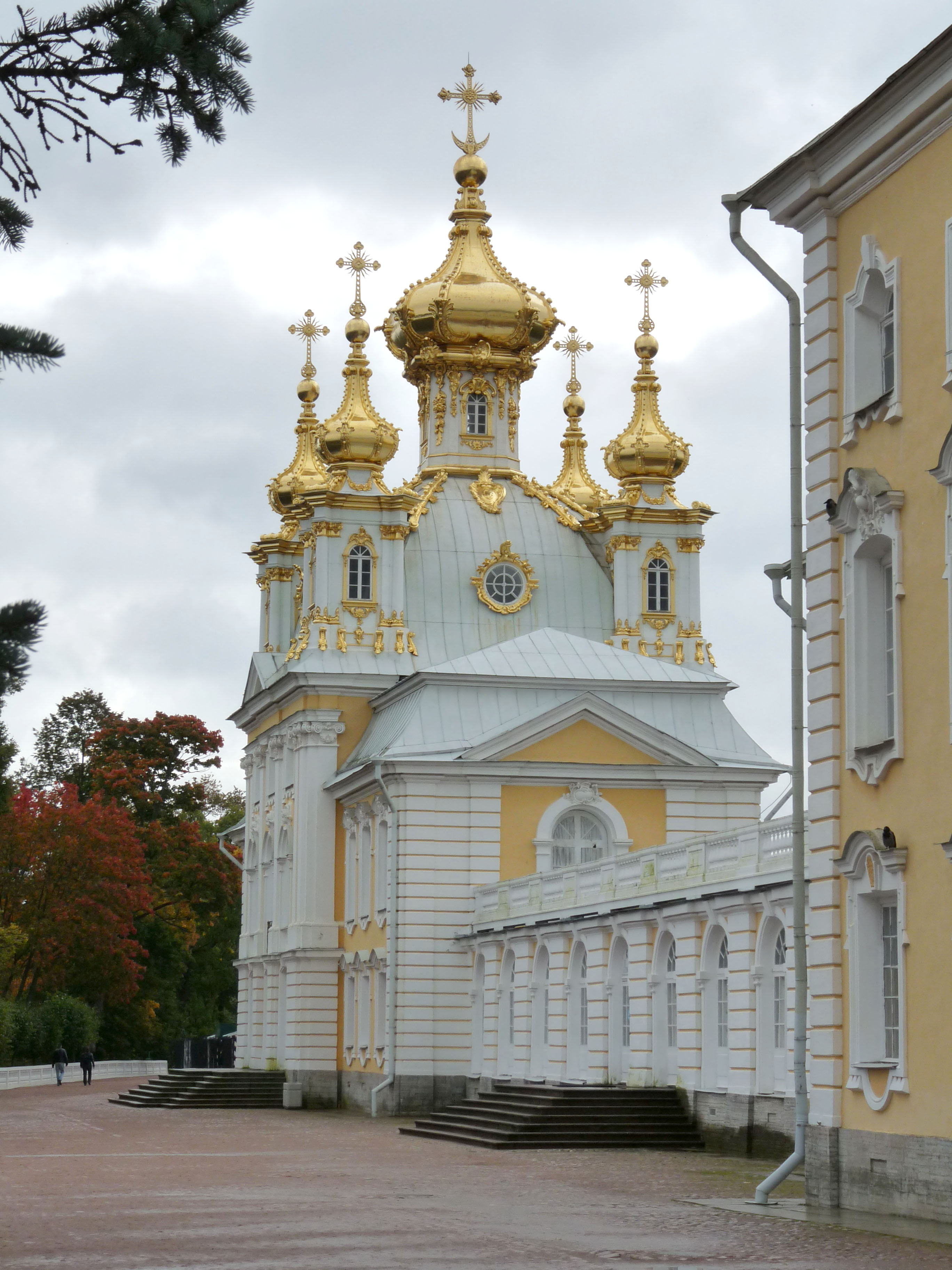
Домовая церковь Большого Петергофского дворца

Домо́вая це́рковь в православии — освящённое помещение, расположенное в жилище частного лица (домовая церковь в узком смысле слова) или в учреждении (домовая церковь в широком смысле слова). Иногда домовой церковью служит отдельная, на том же участке стоящая, освящённая постройка. Домовая церковь имеет собственный антиминс, используется для совершения богослужения. Особым видом домовой церкви является «крестовая церковь» в архиерейских домах или резиденциях епископов.
Домовая церковь в широком смысле слова может быть расположена в больнице, доме престарелых, детском доме, приюте, ином социальном (благотворительном) учреждении, а также учебном заведении и предназначена для участия в богослужении лиц, постоянно или временно пребывающих или обучающихся в этих учреждениях.

## История домовых церквей

### У первых христиан
В первый период раннего христианства христианские общины были вынуждены скрывать места своих собраний.
Первоначально христианские проповедники выступали в синагогах, а собрания общин проходили в домах богатых членов общин. Позднее создавались самостоятельные христианские церкви, для которых приспосабливались обычные дома.
Так, в IV веке Святитель Иоанн Златоуст рассказывал, как владелец дома в городе Амасии в Понтийской области (Южное побережье Чёрного моря), некто Хрисафий, желая обратить нижний этаж своего дома в церковь Богородицы, а верхний — в церковь Архангела, призвал художника-мозаичиста и приказал ему снять бывшие там мозаики, изображающие историю Афродиты, и заменить их новыми, на христианские темы.
Среди немногих памятников раннехристианской архитектуры этого периода известен дом-церковь в Дура-Европосе, превращённый в церковь после 231 года. Внешне он ничем не отличался от обычных жилых домов города, что не было лишним в условиях полулегального существования собиравшейся здесь маленькой общины.
Центром комплекса был небольшой дворик с выходящими в него помещениями. На южной стороне находилась главная комната (5х13 м) с возвышением для совершения культовых обрядов, для совместных трапез, а также в качестве школы для детей христиан и обращённых. Комнату в северо-западном углу занимал баптистерий. Над прямоугольной купелью была устроена арочная сень. Её фасад был расписан растительным орнаментом, свод над купелью изображал небесный свод со звёздами на голубом фоне. Помещение баптистерия было единственным, украшенным росписью. На стенах комнаты воспроизводились различные сцены христианской мифологии.
В Риме от этого периода дошли развалины сдававшихся внаём домов и небольших терм, превращённых в церкви (остатки которых найдены под поздними церквями Св. Климента, Св. Анастасии и др.). В первом этаже у них обычно располагались таберны, а второй был приспособлен для собраний общин. Очень близко к церкви в Дура-Европосе устройство церкви III века в Риме (близ современной церкви Сан Мартино аи Монти).

### В синодальный период
При Петре I устройство домовых церквей (в узком смысле слова) было полностью запрещено. Затем в 1722 и 1723 годах Святейший Синод, по высочайшему повелению, дозволил «знатным и престарелым персонам в крайних случаях иметь в своих домовых палатах подвижные антиминсы, с потребным к священнодействию убранством, но без особых причтов», а в 1762 году было разрешено иметь домовые церкви. Домовые церкви имели посвящение как в честь чтимого в семье святого, так и в честь святого, в день памяти которого тот или иной полк одержал победу.
До 1917 года домовые церкви создавались для частных лиц, которые в силу возраста или болезни не имели возможности посещать приходскую церковь, при наличии у них особых заслуг. Такое разрешение давали епархиальные архиереи, а в Москве и Санкт-Петербурге — Святейший Синод. После смерти лица, кому было разрешено учреждение домовой церкви, все её принадлежности передавались в собственность соответствующей приходской церкви, если не появлялось новое разрешение на продолжение существования домовой церкви.
Богослужение в домовых церквях посещали иногда и посторонние лица по так называемым «билетам». Внешне домовая церковь, расположенная в здании, выделялась небольшой главкой либо просто крестом над кровлей.
В Москве перед революцией 1917 года было не менее 230 домовых церквей.

### При советской власти
После прихода к власти большевиков именно с этой категории храмов началась борьба с религией, и важной вехой в этой борьбе был выпущенный через три месяца после захвата власти Декрет о свободе совести (более известный как Декрет об отделении церкви от государства и школы от церкви).
Декрет, однако, имел слишком общий характер, и потому его нельзя было применять «в повседневной богоборческой практике», что потребовало издания «инструкций о порядке проведения Декрета в жизнь, разъяснений Декрета и этих инструкций».
Декрет «делал зависимыми от властей только приходские храмы», что было большим недостатком с точки зрения богоборчества. Имущество Церкви до революции не было отделено от государственного имущества, и пролетарское государство считало это имущество своим. «Но это было правильно только по отношению к церквам приходским». Иными словами, имущество неприходских церквей не было частью государственной собственности.
«Домовые церкви, в которых не было приходов, — ни контролировать, ни тем более закрывать на основании этого Декрета было невозможно», а таких храмов было множество: они действовали «при учебных заведениях, в учреждениях связи, в жилых домах, на железной дороге, воинских частях, при социальных учреждениях самой разной специализации», будучи «или собственностью учреждения, или частным владением».
Таким образом, в силу недосмотра авторов Декрета возникла независимость домовых церквей. Поэтому для борьбы с ними потребовался иной подход: «в августе 1918 года была разработана очень жёсткая инструкция Наркомпроса, предусматривающая обязательное закрытие домовых церквей при учебных заведениях». При этом их доля была не столь уж велика: по данным на 1920 год, «домовые церкви при учебных заведениях и музеях составляли чуть более 16% от общего их числа», и даже с учётом церквей при детских приютах она составлял 21—22%. «На деле инструкцию применяли абсолютно ко всем домовым храмам, вплоть до церквей при больницах, приютах и богадельнях для глухонемых и душевнобольных».
Домовые церкви планировалось закрыть к сентябрю 1918 года, однако на деле, если говорить о Москве, в 1918 году было закрыто только три из них. В 1919 году закрыли ещё 7, в 1920 году — 13. «Вся кампания растянулась до 1923 года».
Смена статуса, то есть организация прихода, обеспечивала, по крайней мере, если не спасение храма, то хотя бы отсрочку закрытия, но удалась она лишь в немногих храмах.

## Домовые церкви в настоящее время
В настоящее время традиция создания домовых церквей при учреждениях возобновлена.
В большинстве случаев домовая церковь приписана к приходу, на территории которого находится, и принадлежит этому приходу, иногда приписана к иному приходу или представляет собой самостоятельное церковное учреждение. В последнем случае ею управляют иначе, чем приходскими церквями, ни приходского собрания, ни приходского совета при ней не образуется. В Москве подобные церкви могут, например, иметь статус Патриаршьих подворий.
По состоянию на 2005 год в Москве действовали 122 домовых храма. Среди них, в частности, храм святителя Николая при Московском государственном университете путей сообщения, храм Покрова Пресвятой Богородицы при Бутырской тюрьме, храм преподобного Серафима Саровского при доме ветеранов труда №31. Однако особенно многочисленны больничные храмы.
Число домовых храмов с течением времени увеличивается, в 2013 году при одних лишь светских учреждениях действовало 164 храма.

### Домовые церкви при вузах
В 2015 году при светских московских вузах действовало не менее двенадцати домовых храмов, половина из которых имеет богатую историю, остальные же — «молодые, только что возведённые и освящённые храмы». Среди известных исторических домовых церквей при вузах — храм святой мученицы Татианы при МГУ, Храм иконы Божией Матери «Взыскание погибших» при РЭУ им. Г. В. Плеханова и др.
Проректор МГУ В. В. Белокуров высоко оценил роль домовых храмов при вузах, отметив:

Я считаю создание или, как это было в Московском университете, возрождение домовых храмов при вузах делом очень важным. Их деятельность отчасти направлена на воспитание студенчества, защиту от наркомании, алкоголизма. В середине 1990-х была очень актуальна проблема сект, и мы помним, какую роль храм святой Татианы при МГУ сыграл в деле защиты студентов от их пагубного влияния.